# Palanok
Palanok (ukrainisch Паланок; deutsch selten Plankendorf, ungarisch [Vár-]Palánka) ist ein Stadtteil von Mukatschewo in der Oblast Transkarpatien in der westlichen Ukraine. 
Der Ort war bis zum 11. Januar 1945 selbständig, wurde dann aufgrund des Wachstums der Stadt Mukatschewo und der einfacheren Verwaltung eingemeindet und ist nach der gleichnamigen Burg Palanok, um die herum er liegt, benannt. Er wurde im 17. Jahrhundert von deutschen Soldaten und Maurern aus Bayern und Österreich gegründet, diese wurden von Gräfin Jelena Zrinski zur Bewachung und Instandhaltung der Burg ins Land gerufen.
Der Ort hatte deswegen auch eine große deutsche Einwohnerschaft, diese wurde selbst nach dem Zweiten Weltkrieg nicht vertrieben.